# Fortadur
Fortadur ist ein Handelsname für ein mit Fasern verstärktes Glas.
Die Schott Glaswerke haben zusammen mit der Universität Karlsruhe und der TU Berlin ein Verfahren entwickelt, wodurch die Festigkeit von Glas und Glaskeramik erheblich gesteigert werden kann.  Meist ist die Glasmatrix ein Borsilikatglas. Dabei werden keramische Langfasern aus Kohlenstoff oder Siliciumcarbid in die Glasmatrix eingebracht. Das entstehende Komposit widersteht  hohen mechanischen, thermischen und chemischen Belastungen. Es kann im Maschinenbau für stark beanspruchte konstruktive Elemente eingesetzt werden, wie etwa Umlenkfinger oder Abstreifplatten.